# Ordre de bataille unioniste de la première bataille de Winchester
Les unités et commandants suivants de l'armée des États-Unis ont combattu lors de la première bataille de Winchester (25 mai 1862) de la guerre de Sécession. L'ordre de bataille confédéré est indiqué séparément.

## Abréviations utilisées

### Grade militaire
- Major général
- Major général
- Major général
- Lieutenant colonel
- Commandant
- Capitaine
- Premier lieutenant

### Autre
- (b) = blessé
- mb = mortellement blessé
- † = tué
- (PDG) = capturé

## Forces de l'Union près de Winchester
Major général Nathaniel P. Banks

### Département de la Shenandoah
Major général Nathaniel P. Banks
| Division                                                | Brigade | Régiment ou autre |
| ------------------------------------------------------- | --- | --- |
| Première division Brigadier général Alpheus S. Williams | Première brigade Colonel Dudley Donnelly | - 5th Connecticut : Lieutenant colonel George D. Chapman - 28th New York : Lieutenant colonel Edwin Franklin Brown - 46th Pennsylvania : Colonel Joseph F. Knipe                                                                                   |
| Première division Brigadier général Alpheus S. Williams | Troisième brigade Colonel George Henry Gordon | - 27th Indiana : Colonel Silas Colgrove - 2nd Massachusetts: Lieutenant colonel George L. Andrews - 29th Pennsylvania : Colonel John K. Murphy (PDG), Capitaine Samuel M. Zulich - 3rd Wisconsin : Colonel Thomas H. Ruger                         |
| Première division Brigadier général Alpheus S. Williams | Cavalerie Affectée | - 1st Michigan Cavalry (5 compagnies) : Colonel Thornton F. Brodhead, Commandant Angelo Paldi |
| Première division Brigadier général Alpheus S. Williams | Artillerie affectée Capitaine Robert B. Hampton | - Batterie M, 1st New York Light Artillery : Premier lieutenant James H. Peabody - Batterie F, Pennsylvania Light Artillery : Premier lieutenant J. Presley Fleming - Batterie B, 4th U.S. Light Artillery : Premier lieutenant Franklin B. Crosby |
| Unités indépendantes attachées                          | | |
| Brigade de cavalerie Brigadier général John P. Hatch    | - 1st Maine Cavalry (5 compagnies) : Lieutenant colonel Calvin S. Douty - 1st Maryland Cavalry (5 compagnies) : Lieutenant colonel Charles Wetschky - 5th New York Cavalry : Colonel Othneil De Forest - 1st Vermont Cavalry : Colonel Charles H. Tompkins                            | |
| Unités diverses                                         | - 10th Maine : Colonel George L. Beal - 8th New York Cavalry (5 compagnies, démontées) : Lieutenant colonel Charles R. Babbitt - Pennsylvania Zouaves d'Afrique : Lieutenant colonel Charles H. T. Collis - Batterie E, Pennsylvania Artillery : Premier lieutenant Charles A. Atwell | |